# Бледная неясыть
Бле́дная нея́сыть, или оманская неясыть (лат. Strix butleri) — вид хищных птиц, относящийся к семейству совиных и отряду совообразных. Обитает в Азии на Аравийском полуострове, а также в Иране, Израиле, Иордании и Египте. Активна в основном ночью, в рацион входят грызуны (преимущественно мышиные), небольшие птицы, ящерицы, гекконы и крупные особи насекомых. От похожего родственника, серой неясыти, птицу отличает меньший размер, бледноватая окраска и характерный жёлтый цвет глаз. Подвидов не выделяют.

## Описание
Бледная неясыть имеет средние размеры в 30—34 см, длину крыла 24,3—25,6 см и весит от 162 до 225 грамм. Как и у многих видов сов, самки крупнее и тяжелее самцов. Характерными признаками вида являются бледный темно-серый лицевой диск, жёлтые глаза, тёмно-серовато-коричневая окраска головы, верхней части туловища и надхвостья с имеющимися охристыми и беловатыми пятнами различной величины, светло-рыжие, с беловатым оттенком нижняя часть тела и горло с длинными узкими вертикальными тёмными полосами, длинные ноги, полосатые крылья и хвост, загнутый крючкообразный клюв,  светло-розово-серые когти, а также оперённые цевка и основания пальцев.

## Ареал и среда обитания
Ареал бледной неясыти включает в себя Аравийский полуостров, а также Иран, Израиль, Иорданию и Египет. Обитание вида в Иране было подтверждено в 2015 году в результате поимки представителя вида возле Мешхеда. Анализ[какой?] подтвердил, что пойманный экземпляр относился к виду Strix butleri.
Средой обитания являются пальмовые рощи, пустыни, полупустыни и скалистые ущелья.

## Биология

### Питание
Бледная неясыть охотится преимущественно ночью, в дневное время суток отдыхает. В её рацион входят мыши, полёвки, небольшие птицы и пресмыкающиеся (ящерицы, гекконы), а также крупные насекомые. Добычу схватывает на земле, однако иногда ловит насекомых на лету в воздухе. При преследовании дичи летает очень низко над землёй, что нередко приводит к столкновению машины с пересекающей дорогу совой и гибели последней.

### Размножение
Песня самца, которой он зовет самку, представляет собой чистое, ритмичное уханье, более пронзительное, чем у серой неясыти: «хуу-хуу-хуу». Самцы поют с февраля по март. Гнездятся бледные неясыти с марта по август в пещерах, отверстиях и расщелинах в скалах. Гнёзд как таковых не строят, откладывают яйца прямо на основание, сделанное из подручных материалов. В кладке бывает до пяти белых яиц. Насиживает всё время самка. Считается, что самец изредка её сменяет, однако этому нет документальных подтверждений. Инкубационный период в среднем длится 35 дней. Мезоптиль у птенцов схож с птенцами серой неясыти, но гораздо бледнее.

## Систематика
Впервые описана английским орнитологом Алланом Октавианом Юмом в 1878 году как Asio butleri. Видовое название butleri было дано в честь подполковника британской армии Эдварда Батлера, предположительно из Пакистана пославшего типовой экземпляр Юму. Вскоре после этого в орнитологическом журнале Stray Feathers было напечатано письмо натуралиста Генри Тристрама, сообщающее о том, что шкурка аналогичной совы, добытая им на горе Синай, находится в его распоряжении уже десять лет. Тогда считалось, что эти экземпляры принадлежали к одному виду.
В дальнейшем бледные неясыти встречались очень редко, с момента описания до следующего наблюдения и поимки нового экземпляра (оба — на Аравийском полуострове) прошло около 70 лет. В дальнейшем практически все наблюдения и пойманные птицы были связаны со странами Ближнего Востока (включая африканскую часть Египта и остров Сокотру); напротив, с момента описания птицы этого вида никогда не были замечены в Пакистане, что вызывало сомнения в правильности описания места поимки типового экземпляра.
В начале второго десятилетия XXI века начали появляться сообщения о серьёзных отличиях между экземплярами, наблюдаемыми в разных регионах Ближнего Востока — как по оперению, так и по голосу. Наконец, в 2015 году было опубликовано исследование международной группы орнитологов, на основании морфометрического и генетического анализа установившей, что различия между разными популяциями S. butleri, наблюдаемыми с одной стороны в Египте, на Аравийском полуострове и в Израиле, а с другой — в Омане (и, возможно, в Южном Пакистане и Иране, то есть вдоль обоих побережий Ормузского пролива и Оманского залива), достаточны, чтобы рассматривать их, как разные виды. В частности, анализ цепочек ДНК голотипа S. butleri и других экземпляров, относимых ранее к этому виду, показал, что они различаются более чем на 10 % (сопоставимая разница была обнаружена у каждого из этих экземпляров с другими видами неясытей. В том же году разновидность, к которой принадлежали многие из экземпляров, замеченных в Пакистане, Омане и Иране, была выделена в отдельный вид, который получил научное название Strix hadorami.

## Охранный статус
Виду был присвоен охранный статус «Вызывающий наименьшие опасения» (Least Concern, LC). Это означает, что он достаточно распространён и многочислен и не находится под угрозой исчезновения. Популяция данного вида оценивается как стабильная. Продолжительность поколения бледных неясытей составляет 5,73 года.